# Saint onii-san
Saint onii-san (jap. 聖☆おにいさん Seinto oniisan) – manga autorstwa Hikaru Nakamury, publikowana na łamach magazynu „Morning Two” wydawnictwa Kōdansha od września 2006. Na jej podstawie studio A-1 Pictures stworzyło dwa odcinki OVA oraz film anime, który został wydany w maju 2013. Na bazie mangi powstała również TV drama oraz film live action.

## Fabuła
Jezus Chrystus i Gautama Budda, centralne postacie odpowiednio chrześcijaństwa i buddyzmu, mieszkają razem jako współlokatorzy w mieszkaniu w Tachikawie na przedmieściach Tokio. Podczas wakacji na Ziemi próbują ukryć swoją tożsamość i zrozumieć współczesne japońskie społeczeństwo. Każdy rozdział pokazuje ich życie podczas przeciętnego dnia, kiedy zwiedzają, piją piwo, blogują lub grają w gry wideo.
Podczas gdy Jezus jest przedstawiany jako osoba pełna pasji ze względu na swoją miłość do wszystkiego (nawet do zakupów), Budda jest raczej spokojny i oszczędny, a także lubi mangę. Komedia często zawiera wizualne gagi i kalambury, a także żarty nawiązujące do elementów chrześcijaństwa i buddyzmu; na przykład Jezus tworzy wino z wody w publicznej łaźni, a Budda świeci, gdy jest podekscytowany.

## Manga
Pierwszy rozdział mangi ukazał się 26 września 2006 w magazynie „Morning Two”. Między 22 września 2011 a 22 marca 2012 seria była zawieszona z powodu ciąży Nakamury. 4 sierpnia 2022 magazyn zaprzestał publikacji drukowanej na rzecz wydań cyfrowych. Pierwszy tankōbon został wydany nakładem wydawnictwa Kōdansha 23 stycznia 2008. Według stanu na 22 marca 2024, do tej pory ukazało się 21 tomów.
| Nr | Data wydania (język japoński) | ISBN (język japoński)  |
| -- | ----------------------------- | ---------------------- |
| 1  | 23 stycznia 2008              | ISBN 978-4-06-372662-6 |
| 2  | 23 lipca 2008                 | ISBN 978-4-06-372720-3 |
| 3  | 23 marca 2009                 | ISBN 978-4-06-372784-5 |
| 4  | 23 października 2009          | ISBN 978-4-06-372842-2 |
| 5  | 24 maja 2010                  | ISBN 978-4-06-372906-1 |
| 6  | 24 grudnia 2010               | ISBN 978-4-06-372962-7 |
| 7  | 21 października 2011          | ISBN 978-4-06-387026-8 |
| 8  | 3 grudnia 2012                | ISBN 978-4-06-387168-5 |
| 9  | 23 sierpnia 2013              | ISBN 978-4-06-387232-3 |
| 10 | 23 maja 2014                  | ISBN 978-4-8124-5333-9 |
| 11 | 23 lutego 2015                | ISBN 978-4-06-388434-0 |
| 12 | 20 listopada 2015             | ISBN 978-4-06-388532-3 |
| 13 | 21 października 2016          | ISBN 978-4-06-388654-2 |
| 14 | 22 września 2017              | ISBN 978-4-06-510272-5 |
| 15 | 22 czerwca 2018               | ISBN 978-4-06-512011-8 |
| 16 | 22 listopada 2018             | ISBN 978-4-06-513787-1 |
| 17 | 23 lipca 2019                 | ISBN 978-4-06-516515-7 |
| 18 | 22 maja 2020                  | ISBN 978-4-06-519418-8 |
| 19 | 23 marca 2021                 | ISBN 978-4-06-522540-0 |
| 20 | 22 lipca 2022                 | ISBN 978-4-06-528557-2 |
| 21 | 22 marca 2024                 | ISBN 978-4-06-534952-6 |

## Anime
Produkcja filmu anime została po raz pierwszy ogłoszona w 44. numerze magazynu „Shūkan Morning” z 2012 roku. 30 kwietnia 2013, przed premierą filmu, opublikowano przewodnik po filmie. Reżyserią na podstawie scenariusza Riki Nezu zajęła się Noriko Takao, postacie zostały zaprojektowane przez Naoyukiego Asano, a muzykę skomponowali Keiichi Suzuki i Ryomei Shirai. Produkcją zajęły się firmy Aniplex, Kōdansha i Tōhō, animację wykonało studio A-1 Pictures, a za dystrybucją odpowiadało Tōhō. Premiera w Japonii odbyła się 10 maja 2013. Aniplex opublikowało ścieżkę dźwiękową 8 maja 2013, a motyw przewodni „Gag” został wydany przez Speedstar Records. 23 października 2013 produkcja została wydana na DVD i Blu-ray. Oprócz filmu, ta sama ekipa produkcyjna stworzyła również dwa odcinki OVA. Pierwszy został wydany wraz z ósmym tomem mangi, a drugi wraz z tomem dziewiątym.

## Live action
W listopadzie 2016 ogłoszono, że manga zostanie zaadaptowana na TV dramę. W następnym miesiącu ujawniono, że za reżyserię i scenariusz odpowiedzialny będzie Yūichi Fukuda, a za produkcję Takayuki Yamada. W lutym 2018 ujawniono głównych aktorów; Ken’ichiego Matsuyamę grającego Jezusa i Shōtę Sometaniego grającego Buddę. Serial miał zadebiutować latem 2018 roku w serwisie streamingowym Piccoma TV, należącym do Kakao Japan, ale później data premiery została przełożona na jesień. Począwszy od 12 października 2018, serial internetowy otrzymał dwutygodniowe limitowane pokazy w ponad 40 kinach AEON. Następnie 18 października odbyła się premiera w Piccoma TV; tego samego dnia w Toho Cinemas Roppongi Hills odbył się specjalny pokaz z udziałem ekipy produkcyjnej i obsady. Pierwszy sześciominutowy odcinek z dziesięciu został również udostępniony za pośrednictwem serwisu YouTube.
W lutym 2019 redakcja czasopisma „Morning Two” poinformowała, że serial otrzyma drugi oraz trzeci sezon. Zwiastun i plakat drugiego sezonu zostały opublikowane w kwietniu, kiedy ogłoszono również, że 10-odcinkowy sezon będzie transmitowany online na Piccoma TV od 1 czerwca, a w kinach od 6 czerwca. Stacja NHK General TV ponownie wyemitowała pierwszy sezon między czerwcem a lipcem 2019, planując emisję drugiego sezonu na 5 i 12 października 2019. Jednakże z powodu tajfunu Hagibis, tylko pierwsza połowa drugiego sezonu została wyemitowana w październiku, a pozostałe odcinki przeniesiono na 25 stycznia 2020. 10-odcinkowy trzeci sezon miał swoją premierę i zakończył się wcześniej w NHK odpowiednio 11 i 18 stycznia 2020.
Film live action, zatytułowany Sei ☆ oniisan THE movie ~ holymen VS akuma gundan ~, został wydany w japońskich kinach 20 grudnia 2024. Matsuyama i Sometani ponownie wcielili się w swoje role z serialu.